# وصولا إلى العظام
وصولا إلى العظام هو فيلم من نوع دراما أُصدر في 2004. الفيلم من إخراج وسيناريو Debra Granik ‏.

## القصة
تقع أحداث الفيلم في نيويورك.

## طاقم التمثيل
- فيرا فارميغا
- هيو ديلون
- كاريداد دي لا لوز

## الاستقبال

### الميزانية والإيرادات
صدر فيلم "Down to the Bone" في إصدار محدود بالولايات المتحدة في 25 نوفمبر 2005. حقق الفيلم إجمالًا 7,352 دولارًا أمريكيًا في عطلة نهاية الأسبوع الافتتاحية من عرضين في مسرحين (في مدينة نيويورك ولوس أنجلوس). كما حقق 22,889 دولارًا أمريكيًا إضافيًا من عروض الأفلام، ليصل إجمالي أرباحه المحلية إلى 30,241 دولارًا أمريكيًا. مع الإيرادات الدولية، حقق الفيلم إجمالًا 43,674 دولارًا أمريكيًا على مستوى العالم.

## وصلات خارجية
- وصولا إلى العظام على موقع IMDb (الإنجليزية)
- وصولا إلى العظام على موقع ميتاكريتيك (الإنجليزية)
- وصولا إلى العظام على موقع روتن توميتوز (الإنجليزية)
- وصولا إلى العظام على موقع ألو سيني (الفرنسية)
- وصولا إلى العظام على موقع Turner Classic Movies (الإنجليزية)
- وصولا إلى العظام على موقع أول موفي (الإنجليزية)
- وصولا إلى العظام على موقع بوكس أوفيس موجو (الإنجليزية)
- وصولا إلى العظام على موقع فيلمافينيتي (الإسبانية)
- وصولا إلى العظام على موقع قاعدة بيانات الأفلام السويدية (السويدية)
- وصولا إلى العظام على موقع قاعدة بيانات الفيلم (الإنجليزية)